# Kalvträskskidan

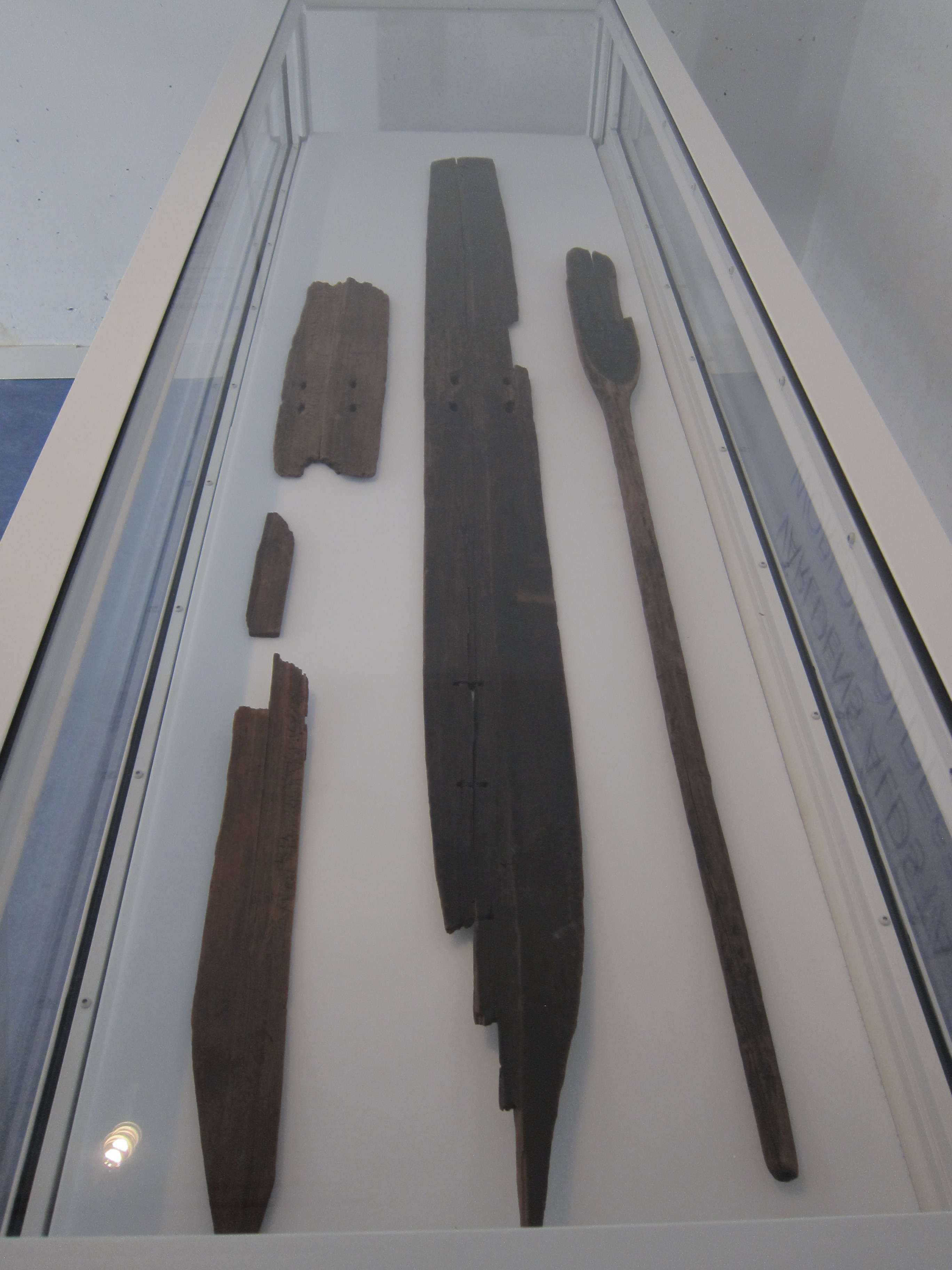
Kalvträskskidan på Skidmuseet i Umeå.

Kalvträskskidan är en cirka 5 200 år gammal skida som hittats i närheten av byn Kalvträsk, i Skellefteå kommun, Västerbottens län. Den räknas som världens äldsta bevarade skida.

## Historia
Hösten 1924 hittades två skidor och en skovelformad skidstav i ett myrområde vid Fäbodträsket två km öster om byn Kalvträsk i Burträsk socken. Fyndet låg på cirka 1,5 meters djup. Männen som gjorde upptäckten höll på med frostdikning och ena skidan föll i bitar under upptagning och transport. Skidorna och staven ställdes in i ett uthus i byn Fäbodtjälen. Även en 156 cm lång skovelformad stav hittades vid platsen. Kalvträskskidan är 204 centimeter lång och 15,5 centimeter bred och gjord av tjurved av tall, vilket är ett mycket bra material för att göra skidor. Ämnet från tjurveden har tagits ut med stående årsringar (kantved), vilket lär göra det lättare att styra skidan i snön.  Bindningen bestod av remmar i genomgående hål, en konstruktion gemensam med fynd i sibiriska Ryssland i områden nu bebodda av samojeder och ostjaker. Att Kalvträskskidan kunnat bevaras under så lång tid beror på den låga syretillförseln i den myrmark, som föremålen legat i. 
Så småningom överlämnades båda skidfynden till Västerbottens museum som gåva, och finns nu för visning på Svenska skidmuseet på Gammlia i Umeå.  Det var Engelbert Munther som deltog i arbetslaget lämnade in skidan till museet i Umeå. Med hjälp av C14-metoden och dendrokronologi har skidorna dateras till cirka 3 200 år f.Kr. Forskaren K. B. Wiklund skriver om skidornas historia  Sven J. Cederberg beskriver skidforskningen och Kalvträskskidorna i sin uppsats "En gammal skogslöpares funderingar och erfarenheter om skidforskning och tjurvirke. 1938".
Kalvträskskidan utsågs efter en omröstning till Klenod 2010. Priset var en klimatsäker monter.

## Kalvträskloppet
Mellan 1954 och 2004 arrangerades det 60 km långa Kalvträskloppet med start på Kalvträskets is och med mål i Burträsk. Georg Westerlund från Anundsjö i Ångermanland vann det första loppet.